# Лазаренко Едуард Тимофійович
Едуа́рд Тимофі́йович Лазаре́нко (*22 липня 1935, Суми — †22 квітня 2012 , Львів) — український вчений, доктор технічних наук, професор, заслужений діяч науки і техніки України, академік Міжнародної академії інженерних наук .
Коло наукових інтересів — інтенсифікація технологічних процесів в поліграфії, моделювання та оптимізація технологічних процесів.

## Біографія
Народився 22 липня 1935 р. у місті Суми в сім'ї робітника.
Після завершення середньої школи з відзнакою поступив на інженерно-технологічний факультет Українського поліграфічного інституту (УПІ) ім. Івана Федорова (тепер Українська академія друкарства — УАД), який закінчив з відзнакою в 1958 р. Після чого працював у Дніпропетровську начальником цеха та головним інженером виробництва.
15 грудня 1959 року зарахований УПІ ім. Ів. Федорова, де працював викладачем, зав. лабораторії, навчався в аспірантурі, яку завершив 1970 р.
1970 р. у Московському поліграфічному інституті (МПІ) захистив дисертаційну роботу «Исследование особенностей растворения неосвещенных участков фотополимерных копий в процессе изготовления гибких фотополимерных печатных форм» на здобуття наукового ступеня кандидата технічних наук, яка була виконана під керівництвом Б. В. Коваленка.
Наступні роки працював в УПІ ім. Ів. Федорова старшим викладачем, доцентом, а в 1980—1981 рр. виконував обов'язки наукового керівника галузевої НДЛ фотополімерних друкарських форм Держкомвидаву СРСР.
1990–2001 рр. завідував кафедрою технології друкарсько-обробних процесів та поліграфічних матеріалів (з 1998 р. — кафедра технології друкарсько-обробних процесів).
У 1991 р. у МПІ захистив дисертаційну роботу «Фотополимерные печатные формы из олигоэфиракрилатов» на здобуття наукового ступеня доктора технічних наук, того ж року ВАК затвердив його у вченому званні професора по кафедрі технології друкарсько-обробних процесів та поліграфічних матеріалів.
З 2001-го року до дня смерті — професор кафедри технології друкованих видань та паковань (так з 2003 р. називається кафедра ТДОП).

## Творчий доробок
Е. Т. Лазаренко автор та співавтор 600 наукових і навчально-методичних публікацій, серед яких 100 авторських свідоцтв СРСР і патентів на винаходи України, США, ФРН, Франції, Японії, книг «Фотополимерные печатные формы» (К.: Техника, 1978); «Фотохимическое формование печатных форм» (Львів: Вид-во при Львів. держ. ун-ті, 1984); «Печатные формы из фотополимеризующихся материалов» (К.: Техника, 1987); «Технология изготовления печатных форм» (М.: Книга, 1990); «Оздоблення друкованої продукції. Технологія, устаткування, матеріали» (К.: ун-т «Україна», 2003); «Захист друкованої продукції» (Львів: Укр. акад. друкарства, 2007); «Параметри відбитків рулонного офсетного друку: фактори управління і впливу» (Львів: Укр. акад. друкарства, 2009).
Був багаторічним членом спеціалізованих вчених рад із захисту кандидатських і докторських дисертацій при УАД та НТУУ «КПІ», редколегій фахових видань «Наукові записки», «Поліграфія і видавнича справа», «Друкарство», «Упаковка», «Квалілогія книги», «Комп'ютерні технології друкарства», «Технологія і техніка друкарства».
Він один з засновників і багаторічний голова Клубу львівських поліграфістів, потім — почесний президент.
Під його керівництвом та за консультацією успішно виконали та захистили дисертаційні роботи на здобуття наукового ступеня доктора та кандидата технічних наук: А. Р. Бабич, З. Б. Белгайед, С. І. Беліцька, В. В. Бернацек, І. П. Босак, В. Б. Васильєв, О. М. Величко, О. В. Воржева, С. Ф. Гавенко, О. М. Ганич, Л. М. Гаррі, М. К. Гладилович, С. В. Гомон, В. І. Демков, В. Й. Запоточний, Л. О. Захарова, Р. С. Зацерковна, В. С. Карпенко, М. О. Крикуненко, В. А. Кук, В. З. Маїк, О. В. Мельников, Р. І. Мервінський, С. В. Моісеєнко, Т. І. Онищенко, І. О. Раєцький, Л. В. Рудник, Ю. М. Румянцев, В. Г. Сисюк, Л. М. Сливко (Олексій), Н. С. Снігур (Микитів), А. Р. Тищенко, З. Г. Токарчик, С. В. Хаджинова (Канафоцька), О. О. Ходосевич, Я. Циманек, І. В. Шаблій, С. Якуцевич.

## Нагороди
Присвоєно почесне звання заслуженого діяча науки і техніки України, нагороджено грамотою Верховної Ради України